# Sant Aniol de Finestres
Sant Aniol de Finestres (em catalão e oficialmente) ou Sant Aniol de Finestrás (em castelhano) é um município da Espanha na comarca da Garrotxa, província de Girona, comunidade autónoma da Catalunha. Tem 47,73 km² de área e em 2021 tinha 353 habitantes (densidade: 7,4 hab./km²).

## Demografia
| Variação demográfica do município entre 1991 e 2004[carece de fontes?] | Variação demográfica do município entre 1991 e 2004[carece de fontes?] | Variação demográfica do município entre 1991 e 2004[carece de fontes?] | Variação demográfica do município entre 1991 e 2004[carece de fontes?] |
| ---------------------------------------------------------------------- | ---------------------------------------------------------------------- | ---------------------------------------------------------------------- | ---------------------------------------------------------------------- |
| 1991                                                                   | 1996                                                                   | 2001                                                                   | 2004                                                                   |
| 237                                                                    | 251                                                                    | 290                                                                    | 291                                                                    |